# Облога Чернігова (1668)
Облога Чернігова — невдала облога Чернігова запорізькими козаками під час антимосковського повстання 1668—1669 років.

## Передісторія
Андрусівське перемир'я 1667 року та попередні Московські статті, підписані у жовтні 1665 року, між гетьманом Іваном Брюховецьким та московським урядом, викликали невдоволення серед лівобережного козацтва. Популярність гетьмана Івана Брюховецького була вкрай низькою. Аби подолати цю проблему промосковський гетьман пристав на обіцянки правобережного гетьмана Петра Дорошенка, який запропонував возз'єднати Гетьманщину під кримською та османською протекцією, обіцяючи поступитися Брюховецькому своєю владою на Правобережній Україні. На цьому тлі Брюховецький зважився на розрив із Московією. Козацькі війська напали на царські гарнізони у низці міст і знищили деякі з них.

## Хід облоги
Облога Чернігова розпочалася на самому початку повстання у січні 1668 року. Воєвода Андрій Толстой повідомляв Москву про те, що чернігівський полковник Іван Самойлович зібрав козаків Чернігівського полку і взяв у облогу місто. В Чернігові перебували близько 500 царських ратників, з яких близько 340 належали до так званих полків нового порядку під керівництвом Ягана (Джона) Купера, а ще близько 160 входили до складу городового стрілецького наказу Олексія Підтопкіна. Всі вони потрапили в облогу козаків у «малому містечку», тобто у Чернігівському Валу. Навколо нього були викопані шанці і почався обстріл ворога з гармат та рушниць. Напередодні повстання Толстой передбачливо відібрав у козаків шість гармат, чим посилив оборону.
16 лютого 1668 року воєвода Андрій Толстой отримав листа від Івана Брюховецького, в якому той вимагав «піти геть до московського кордону, залишивши гармати та дрібні рушниці». Толстой відкинув цю вимогу. Московські ратники активно оборонялися, неодноразово здійснюючи вилазки проти козаків, які контролювали більшу частину міста. У ході цих вилазок було вбито багато козаків, взято гетьманський прапор та інші трофеї, а також значну кількість «язиків». Водними шляхами Толстой посилав солдатів та стрільців до навколишніх сіл для реквізиції у селян хлібних запасів. Під час мародерства московити потрапляли в засідки українських козаків. Облога Чернігова тривала близько восьми місяців. Разом з батьком в Чернігові знаходилися діти Андрія Толстого — Михайло, Іван та Петро. Молодшому синові — майбутньому графу та дипломату Петра I — на той час було 23 роки.
17 вересня 1668 року чернігівські «сидільці» дочекалися на допомогу. До міста з Путивля підступила армія князя Григорія Ромодановського. 19—20 вересня московські війська застосували гарматні ядра з бактеріологічним начинням та штурмом взяли утримувані козаками Старе та Нове місто Чернігова. Після цього наказний гетьман Дем'ян Ігнатович (Многогрішний) розпочав переговори про співпрацю з Московським царством.

## Значення
Восьмимісячна облога українськими козаками в Чернігові гарнізону воєводи Андрія Толстого, як і облога Ніжина, не завершилася вигнанням московських військ із Сіверської землі. Від так, не вдалося українцям встановити контроль і над Києвом. Через ряд невдач кримсько-козацьких військ у низці польових битв «сіверський» наказний гетьман Дем'ян Ігнатович (Многогрішний), призначений Петром Дорошенком після вбивства Івана Брюховецького, пішов на сепаратні переговори, що увінчалися підписанням у 1669 році Глухівських статей та його обранням новим гетьманом Лівобережної України.
Успішна для московитів оборона Чернігова посприяла піднесенню Андрія Толстого. За неї колишній стольник 10 листопада 1668 року був пожалуваний в думні дворяни, що значно підвищило статус роду Толстих. Цей чин, третій за честю після чину боярина та окольничого, надавався у Московському царстві за видатні заслуги представникам незнатних родів. У 1682 році Андрій Толстой став окольничим.